# سگ آبی اوراسیایی
سگ آبی اروآسیایی یا بیدَستَر (پارسی میانه: ببرَگ) (نام علمی:Castor fiber) نام یک گونه جونده از سرده سگ آبی است.
تنها پنج درصد از حیوانات تنها یک جفت اختیار می‌کنند و این پنج درصد نیز به میزان زیادی به جفت خود خیانت کرده و با دیگران جفت‌گیری می‌کنند. اما سگ آبی اوراسیایی نه تنها یک شریک جنسی اختیار می‌کند و بلکه تا پایان به شریک جنسی خود نیز وفادار می‌ماند.
این در حالی است که سگ‌های آبی آمریکای شمالی که خویشاوندی نزدیکی با سگ آبی اوراسیایی دارند به میزان زیادی به شریک‌های جنسی خود خیانت می‌کنند.  سگ‌های آبی آمریکای شمالی کمتر از سگ‌های آبی اوراسیایی تمایل به خشونت دارند. جمعیت آنها نیز بیشتر از سگ‌های آبی اوراسیایی است.

## دامنه
سگ آبی اوراسیایی دوره نقاهت پس از خطر انقراض را به دلیل استفاده انسان از پوست و ترشحات غدد که اعتقاد به دارویی بودن آن دارند را طی میکند. جمعیت آنها در اوایل قرن ۲۰ میلادی حدودی ۱۲۰۰ عدد برآورد شده بود ولی با حفاظت از این حیوان جمعیت ان در سال ۲۰۰۳ حدود ۶۳۹ هزار عدد تخمین زده شد.

## تولید مثل
دوره بارداری سگ آبی اوراسیایی ۱۰۷ روز است. حدود ۸۰ درصد سگهای آبی اوراسیایی تا ۳ سالگی تولید مثل نمی‌کنند.